# Lygodactylus picturatus
Espèce
Synonymes
- Hemidactylus variegatus Peters, 1868
- Hemidactylus picturatus Peters, 1870
- Lygodactylus griseus Tornier 1897
- Lygodactylus quinquelineatus Tornier 1897
- Lygodactylus septemlineatus Tornier 1897

Statut de conservation UICN

 LC  : Préoccupation mineure
Lygodactylus picturatus est une espèce de geckos de la famille des Gekkonidae.

## Répartition
Cette espèce se rencontre au Soudan, au Soudan du Sud, en Érythrée, en Éthiopie, en Somalie, au Kenya, en Ouganda, en Tanzanie, au Mozambique, au Zimbabwe, en Zambie, au Congo-Kinshasa, en Centrafrique, au Cameroun, au Nigeria, au Burkina Faso, au Mali, en Guinée, au Sénégal.
Sa présence est incertaine au Rwanda, au Burundi, en Guinée équatoriale, au Bénin, au Togo, au Ghana, en Côte d'Ivoire, au Liberia, au Sierra Leone et en Guinée-Bissau.
Il vit dans les régions sèches, chaudes et ensoleillées dans un milieu où le climat est relativement chaud, la température dépassant les 30 °C la journée selon les endroits, et chutant vers 20 °C la nuit.

## Description
C'est un gecko insectivore d'aspect fin est bleu pâle sur le corps et la queue, cette dernière étant plus claire et unie, alors que le corps est marqué de petits points noirs. Sur le haut du corps ainsi que sur la tête, le bleu est remplacé par du blanc, avec des bandes grises marquées de la nuque au narine en passant par les yeux.

## Éthologie
Les mâles sont très territoriaux.

## Reproduction
La période de reproduction dure environ 6 mois et peut commencer à n'importe quel moment de l'année. Les œufs sont pondus par deux. Les œufs incubent environ un mois et demi à 28 °C.

## Liste des sous-espèces
Selon The Reptile Database (15 octobre 2012) :
- Lygodactylus picturatus picturatus (Peters, 1871)
- Lygodactylus picturatus sudanensis Loveridge, 1935

Les sous-espèces Lygodactylus picturatus gutturalis et Lygodactylus picturatus mombasicus ont été élevées au rang d'espèce.

## Publications originales
- Loveridge, 1935 : New geckos of the genus Lygodactylus from Somaliland, Sudan, Kenya, and Tanganyika. Proceedings of the Biological Society of Washington, vol. 48, p. 195-200 (texte intégral).
- Peters, 1868 : Über eine neue Nagergattung, Chiropodomys penicullatus, sowie über einige neue oder weniger bekannte Amphibien und Fische. Monatsberichte der Königlichen Preussischen Akademie der Wissenschaften zu Berlin, vol. 1868, p. 448-461 (texte intégral).
- Peters, 1871 "1870" : Eine Mitteilung über neue Amphibien (Hemidactylus, Urosaura, Tropidolepisma, Geophis, Uriechis, Scaphiophis, Hoplocephlaus, Rana, Entomogossus, Cystignathus, Hylodes, Arthroleptis, Phyllobates, Cophomantis) des Königlich-zoologischen Museums. Monatsberichte der Königlich Preußischen Akademie der Wissenschaften zu Berlin, vol. 1870, p. 641-652 (texte intégral).